# Lola (canción de Los Brincos)
Lola es una canción de música pop de la banda española Los Brincos, publicada en 1966. 

## Descripción
Publicada bajo la nueva formación de Los Brincos, una vez se hubo consumado la salida de  Juan Pardo y Junior, se trata del último gran éxito comercial de la banda. se publicó en formato sencillo, conteniendo la canción The Train en la Cara B.
Es una de las canciones más populares de Los Brincos Está considerada como la canción del verano de 1967, alzándose con el número uno en las listas de éxitos.